# Queen's Club Championships 1978
I Queen's Club Championships 1978 sono stati un torneo di tennis giocato sull'erba. È stata l'85ª edizione dei Queen's Club Championships e faceva parte del Colgate-Palmolive Grand Prix 1978. Si è giocato al Queen's Club di Londra in Inghilterra, dal 19 al 24 giugno 1978.

## Campioni

### Singolare
Tony Roche ha battuto in finale  John McEnroe 8–6, 9–7.

### Doppio
Bob Hewitt /  Frew McMillan hanno battuto in finale  Fred McNair /  Raúl Ramírez con il punteggio di 6–2, 7–5.